# Креккьо
Креккьо (італ. Crecchio) — муніципалітет в Італії, у регіоні Абруццо,  провінція К'єті.
Креккьо розташоване на відстані близько 160 км на схід від Рима, 80 км на схід від Л'Аквіли, 15 км на схід від К'єті.
Населення — 2922 особи (2014).
Щорічний фестиваль відбувається 28 серпня. 

## Демографія
Населення за роками:

Станом на 1 січня 2023 року в муніципалітеті офіційно проживало 90 іноземців з 15 країн, серед них 62 громадяни країн Євросоюзу та 2 громадяни України.

## Сусідні муніципалітети
- Арієллі
- Каноза-Санніта
- Фриза
- Ортона
- Поджофьорито
- Толло